# Mads Hoe
Mads Villads Hoe (Hadsten, Dinamarca; 14 de octubre de 1997) es un piloto de automovilismo danés. Actualmente compite en el Campeonato de Fórmula 4 Danesa en la categoría F5, con el equipo Mads Hoe Motorsport.

## Carrera

### Inicios
Hoe iniciaría en el karting tras que su padre, el cual no estaba mucho en casa cuando era niño, le compró un go kart, para que pudiéramos pasar los fines de semana en las pistas de carreras. En 2013, compitió en la Rotax Max Challenge Danesa, logrando el año siguiente, un segundo lugar en el campeonato.

### Monoplazas
Hoe pasó a las carreras de monoplazas en 2015, esto para la Fórmula Ford, desde 2017 compite en el Campeonato de Fórmula 4 Danesa, donde ha conseguido tres veces el título en la categoría F5.

## Resumen de carrera
| Temporada | Categoría                                 | Equipo              | Carreras     | Victorias    | Poles        | VR           | Podios       | Puntos       | Pos.         |
| --------- | ----------------------------------------- | ------------------- | ------------ | ------------ | ------------ | ------------ | ------------ | ------------ | ------------ |
| 2015      | Fórmula Ford NEZ Copa de Europa del Norte |                     | ?            | ?            | ?            | ?            | ?            | 28           | 5.º          |
| 2015      | Fórmula Ford Danesa                       | Mads Hoe Motorsport | 18           | 0            | 0            | 0            | 0            | 104          | 8.º          |
| 2016      | Fórmula Ford Danesa                       | Mads Hoe Motorsport | 19           | 0            | 0            | 0            | 1            | 162          | 5.º          |
| 2017      | Campeonato de Fórmula 4 Danesa - F5       | Mads Hoe Motorsport | 5            | 0            | 0            | 0            | 1            | 33           | 12.º         |
| 2018      | Campeonato de Fórmula 4 Danesa - F5       | Hoe Motorsport      | 23           | 15           | 2            | 7            | 20           | 477          | 1.º          |
| 2019      | Campeonato de Fórmula 4 Danesa - F4       | Mads Hoe Motorsport | 24           | 2            | 0            | 3            | 10           | 283          | 3.º          |
| 2020      | Campeonato de Fórmula 4 Danesa - F5       | Mads Hoe Motorsport | 9            | 1            | 0            | 2            | 5            | 101          | 1.º          |
| 2021      | Campeonato de Fórmula 4 Danesa - F5       | Mads Hoe Motorsport | 18           | 4            | 3            | 2            | 14           | 299          | 1.º          |
| 2022      | Campeonato de Fórmula 4 Danesa - F5       | Mads Hoe Motorsport | 12           | 6            | 1            | 6            | 6            | 208          | 3.º          |
| 2023      | Campeonato de Fórmula 4 Danesa - F5       | Mads Hoe Motorsport | Disputándose | Disputándose | Disputándose | Disputándose | Disputándose | Disputándose | Disputándose |
| Fuente:   |                                           |                     |              |              |              |              |              |              |              |